# Schizonycha tangana
Schizonycha tangana är en skalbaggsart som beskrevs av Moser 1917. Schizonycha tangana ingår i släktet Schizonycha och familjen Melolonthidae. Inga underarter finns listade i Catalogue of Life.